# فرانک کنارد
فرانک کنارد (انگلیسی: Frank Conrad; ۴ مهٔ ۱۸۷۴-۱۰ دسامبر ۱۹۴۱) یک مهندس برق اهل ایالات متحده آمریکا بود. وی همچنین برندهٔ جوایزی همچون مدال ادیسون انجمن مهندسان برق و الکترونیک شده است.